# Freda'
Freda' är en svensk popgrupp som först existerade mellan 1983 och 1993 och sedan från 2009. Namnet tog de sig efter att de vunnit en rockbandstävling just på en fredag. Gruppens medlemmar kommer från Gnosjö i Småland.

## Karriär
Första singeln, "Livsviktigt", lanserades 1984 men fanns ändå inte med på debutalbumet. Gruppens genombrott kom 1986 med singeln "Vindarna". År 1988 fick gruppen en Grammis för "Årets religiöst" efter stora framgångar med albumet Tusen eldar, som sålde i över 100 000 exemplar. Gruppen menade sig inte framföra kristen musik. År 1990 fick gruppen ännu en Grammis, denna gång för "Årets rockgrupp" ("För texterna, musiken och det passionerade framförandet, vilket gör grabbarna till numero uno.").
Gruppen upplöstes 1993. Låtskrivaren och sångaren Uno Svenningsson gjorde solokarriär. Medlemmar förutom Uno Svenningsson var Arne Johansson (gitarr, från 1990 även keyboards), Mats Johansson (trummor och slagverk från 1986) och Sam Johansson (keyboards 1983-1990). (De tre Johanssönerna är inte släkt med varandra.) Grundmedlemmar var på bas Jan Nordbring och på trummor Per Nordbring. De driver idag en studio i Göteborg, TMP Media Group.
I Jönköpings-Posten 10 juni 2009 berättade Arne Johansson att han och Uno Svenningsson har återförenats, skrivit nya låtar tillsammans och att bandet, med trummisen Mats Johansson, håller på att spela in ett nytt Freda'-album. Den 4 december 2009 släpptes ett smakprov i form av den digitala singeln "Bäste vän".
Albumet Ett mysterium gavs ut i januari 2010, och från oktober samma år genomförde gruppen en mindre turné i Sverige. 2014 kom ett nytt album – Beväpna dig med tanken.

## Diskografi

### Album
| År   | Titel                  | Sverige Album |
| ---- | ---------------------- | ------------- |
| 1984 | En människa            | -             |
| 1986 | Välkommen Hero         | 37            |
| 1988 | Tusen eldar            | 3             |
| 1990 | Undan för undan        | 3             |
| 1993 | Alla behöver           | 7             |
| 2010 | Ett mysterium          | 11            |
| 2014 | Beväpna dig med tanken | 44            |

 Listplaceringarna från Sverigetopplistan

### Samlingsalbum
| År   | Titel                                       | Sverige Album |
| ---- | ------------------------------------------- | ------------- |
| 1993 | Samling 83–93                               | 25            |
| 1998 | Allt man kan önska sig                      | -             |
| 2000 | Hits                                        | -             |
| 2002 | Uno & Freda' Samling 2002                   | 6             |
| 2006 | Det bästa med Freda' & Uno                  | -             |
| 2010 | Äntligen här igen - Samlade hits sedan 1984 | 24            |

 Listplaceringarna från Sverigetopplistan

### Singlar
| År   | Titel                     | Sverige Singel | Svensk- toppen | Sverige Tracks | Album                                       |
| ---- | ------------------------- | -------------- | -------------- | -------------- | ------------------------------------------- |
| 1984 | Livsviktigt               | -              | -              | -              |                                             |
| 1984 | En människa               | -              | -              | -              | En människa                                 |
| 1986 | Vindarna                  | 8              | -              | 13             | Välkommen Hero                              |
| 1986 | Doktorn                   | -              | -              | -              | Välkommen Hero                              |
| 1986 | Ingen kan förklara        | -              | -              | -              | Välkommen Hero                              |
| 1988 | Det måste gå              | 6              | -              | 14             | Tusen eldar                                 |
| 1988 | I en annan del av världen | -              | 5              | 20             | Tusen eldar                                 |
| 1988 | Jag kan se dig            | -              | -              | -              | Tusen eldar                                 |
| 1990 | Allt man kan önska sig    | 20             | 9              | 16             | Undan för undan                             |
| 1991 | Det saknas lite värme     | -              | 5              | -              | Undan för undan                             |
| 1991 | Erika                     | -              | -              | -              | Undan för undan                             |
| 1993 | Det som gör mig lycklig   | 35             | -              | 20             | Alla behöver                                |
| 1993 | Så länge jag lever        | -              | -              | 17             | Alla behöver                                |
| 1993 | Alla behöver              | -              | -              | -              | Alla behöver                                |
| 2009 | Bäste vän                 | -              | -              | -              | Ett mysterium                               |
| 2010 | Gå aldrig ensam           | -              | -              | -              | Ett mysterium                               |
| 2010 | Det måste gå - 2010       | -              | -              | -              | Äntligen här igen - Samlade hits sedan 1984 |

 Listplaceringarna från Sverigetopplistan, Svensktoppen och Trackslistan